# Sensation du danger
Sensation du danger ou L'Homme qui court est un tableau réalisé par Kasimir Malevitch en 1930-1931. Cette huile sur toile représente un homme qui court. Elle est conservée au musée national d'Art moderne, à Paris.